# Músculo glúteo máximo
O músculo glúteo máximo é um músculo da região glútea. O glúteo máximo é um músculo largo, nomeado assim por causa do seu tamanho. Ele tem a sua inserção proximal na crista ilíaca no osso ílio, osso sacro e cóccix e a sua inserção distal na tuberosidade glútea no osso fêmur. Ele também insere junto com o músculo tensor da fáscia lata no trato iliotibial e por tanto tem uma outra inserção distal no tubérculo do trato iliotibial no osso tíbia.  
A ação principal do músculo glúteo máximo é extenso da articulação do quadril. Também faz rotação externa além de abdução e adução na articulação do quadril. Ele é um dos músculos no corpo que é classificado como convergente, que significa que ele tem fibras musculares que não são paralelas mas formam um espécie de leque. Músculos convergentes podem ser antagonistas deles mesmos em certos movimentos. No caso do músculo glúteo máximo isto acontece na abdução/adução da articulação do quadril.   
1. ↑  Sobotta - anatomia geral e sistema muscular. Rio de Janeiro: Guanabara Koogan. 2018. p. 361. ISBN 9783437440212
2. ↑  Martini, Frederic (2018). Fundamentals of Anatomy & Physiology 11th edition. Harlow: Pearson. p. 383. ISBN 9781292229867